# SN 2005dc
SN 2005dc – supernowa typu Ia odkryta 26 lipca 2005 roku w galaktyce NGC 7107. W momencie odkrycia miała maksymalną jasność 15,70m.